# Nimiq 1
O Nimiq 1 (também chamado de Telesat-DTH 1) foi um satélite de comunicação geoestacionário canadense da série Nimiq construído pela Lockheed Martin, ele esteve localizado na posição orbital de 44,5 graus de longitude leste e era administrado pela Telesat Canada, com sede em Ottawa no Canadá. O satélite foi baseado na plataforma A2100AX e sua expectativa de vida útil era de 12 anos. O mesmo saiu de serviço em agosto de 2013 e foi transferido para uma órbita cemitério.

## História
O Nimiq 1 foi o primeiro satélite a fazer transmissão de TV digital direto para o Canadá, e foi pago pela Telesat, uma empresa de comunicações canadense e subsidiária da Bell Canada Enterprises. Ele inicialmente foi colocado na posição orbital de 91 graus de longitude oeste.

## Lançamento
O satélite foi lançado com sucesso ao espaço no dia 21 de maio de 1999, por meio de um veículo Proton-K/Bloc DM 3 a partir do Cosmódromo de Baikonur, no Cazaquistão. Ele tinha uma massa de lançamento de 3.600 kg.

## Capacidade e cobertura
O  Nimiq 1 era equipado com 35 transponders em banda Ku para fazer transmissão de televisão para a América do Norte e para a região do Ártico.